# Ep Wieldraaijer
Egbert Roelof (Ep) Wieldraaijer (Borne, 31 maart 1927 – Enschede, 16 februari 2017) was een Nederlands politicus. Hij was lid van de Partij van de Arbeid en zat in de Tweede Kamer der Staten-Generaal en was bestuurder.

## Loopbaan
Wieldraaijer ging als 14-jarige aan het werk in de Twentse industrie en ontwikkelde zich door bedrijfsscholing, kaderopleiding van de vakbeweging en zelfstudie. Hij was ruim drie jaar sergeant in Indonesië. Daarna had hij een aantal functies in de vakbeweging.
Van 1963 tot 1974 was Wieldraaijer lid van de Tweede Kamer. Hij was woordvoerder defensie, sociale zaken en Twentse aangelegenheden. Ook onderhield hij contact met soldaten in kazernes, op conferenties en in militaire tehuizen en door een zeer omvangrijke correspondentie.
Van 1974 tot 1978 was Wieldraaijer wethouder in Almelo. Van 1 april 1978 tot 1 april 1988 was hij burgemeester van Avereest.
Hij overleed in 2017 op 89-jarige leeftijd.
- Biografisch Portaal: 20285501
- Parlement.com: vg09lld045yr